# Мигел Идалго и Костиля
Мигел Идалго и Костиля (на испански: Miguel Gregorio Antonio Ignacio Hidalgo y Costilla y Gallaga Mondarte Villaseñor) (8 май 1753 – 30 юли 1811) е мексикански национален герой, свещеник и революционен лидер, наричан още „Баща на Отечеството“ (исп. padre de la Patria). Той е ръководител на Народното въстание (1810 – 1811), прераснало в националноосвободителна война срещу Испания. Пленен е от испанците и разстрелян.